# Гуеса
Гуеса, Горса (ісп. Güesa, баск. Gorza) — муніципалітет в Іспанії, у складі автономної спільноти Наварра. Населення — 54 особи (2009).
Муніципалітет розташований на відстані близько 340 км на північний схід від Мадрида, 44 км на схід від Памплони.
На території муніципалітету розташовані такі населені пункти: (дані про населення за 2009 рік)
- Гуеса: 29 осіб
- Ігаль: 22 особи
- Ріпальда: 3 особи

## Демографія
Динаміка населення (INE ):

## Галерея зображень

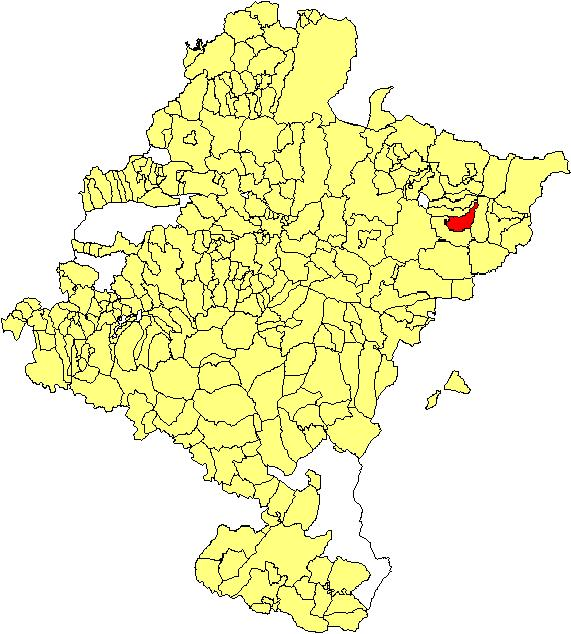
Розташування муніципалітету